# Diga di Inguri
La diga di Inguri (in georgiano: ენგურის ჰიდროელექტროსადგური, in russo Ингурская ГЭС?, Ingurskaja GĖS) è una diga per la produzione di energia idroelettrica sul fiume Inguri nella regione Svaneti della Georgia.
Coi suoi 272 m, è la quarta diga più alta del mondo, la seconda tra quelle ad arco in calcestruzzo.

## L'incidente di Lia
Il 2 dicembre 2001, tre abitanti del villaggio di Lia rinvennero due RTG, un tempo usati per alimentare i ripetitori che permettevano le comunicazioni tra la diga di Inguri e quella di Hudoni. I due dispositivi erano privi dei contrassegni di pericolo, e i tre uomini furono così esposti a una massiccia dose di radiazioni.